# ザ・バロン (バンド)
ザ・バロン（The Baron）とは、1967年に結成されたグループ・サウンズのバンド。NHK総合テレビジョンの音楽番組『ステージ101』にヤング101のメンバーとしてレギュラー出演した。

## メンバー
- 清須邦義（1948年1月26日 - 、ボーカル、ギター）元麻生京子とブルー・ファイア。
- 河内広明（1948年1月3日 - 、ボーカル、ギター）のちの芹澤廣明。
- 若子内悦郎（1949年3月30日 - 2024年2月27日[2]、ボーカル、ベース）
- 佐々木香児（ドラムス）1968年に脱退。
- 宗台春男（1949年1月9日 - 2005年3月8日、ドラムス）元ブルー・ファイア[注釈 1]。佐々木の脱退後に参加。

## 概要
グループ・サウンズ全盛期の1967年2月、尾藤イサオのバック・バンドとして結成された。キャッチフレーズは「リズム&ブルースで新境地を開拓」。1968年、単独で初めてレコーディングに臨んだが、担当ディレクターと喧嘩してレコード・デビューの機会を逃してしまった。同年9月には佐々木に代わって宗台が参加。
1969年2月に尾藤から独立し、同年6月にガールシンガーの鍵山珠里と組んだ「ジュリーとバロン」名義のシングル「ブルー・ロンサム・ドリーム」でレコード・デビューを果たした。この頃、NHKの新しい音楽番組『ステージ101』のオーディションに合格して、番組の出演グループとなるヤング101に加入した。
翌1970年1月10日から総合テレビジョンでステージ101の放送が開始され、清須、河内、若子内、宗台のザ・バロンはヤング101のメンバーとしてレギュラー出演。同年11月にはザ・バロン単独名義の唯一のシングルとなった「恋の億万長者」を発表した。そして1972年3月、清須が渡米する為にヤング101を卒業したのをきっかけに解散した。
河内と若子内は「ワカとヒロ」（のちに「ワカ＆ヒロ」）を結成し、同年にステージ101のオリジナルソング「にくい太陽」でデビューし、1974年3月31日の最終回までヤング101のメンバーとして番組に出演し続けた。宗台は1973年4月までヤング101に在籍した。若子内と宗台は、約30年後の2003年10月21日夜、22日昼、夜の計3回にわたってBunkamuraのシアターコクーンにて開かれたヤング101復活コンサート『ステージ101〜明日に架ける橋』に、元メンバー35名と共に出演した。
2005年3月8日、宗台が病気のため死去。56歳没。
2024年2月27日、若子内ががんのため死去。74歳没。

## ディスコグラフィ

### シングル
| レコード会社 規格品番 発売日 | 名義             | 面 | 曲名                                             | 作詞 （訳詞）          | 作曲         | 編曲       |
| ---------------------------- | ---------------- | -- | ------------------------------------------------ | ---------------------- | ------------ | ---------- |
| 東芝 TP-2161 '69年6月1日     | ジュリーとバロン | A  | ブルー・ロンサム・ドリーム                       | 阿木燿子               | 宇崎竜童     | 和田昭治   |
| 東芝 TP-2161 '69年6月1日     | ジュリーとバロン | B  | 涙で書きたい                                     | 山口あかり             | 和田昭治     | 和田昭治   |
| 東芝 EP-1261 '70年11月5日    | ザ・バロン       | A  | 恋の億万長者 （If You Can Put That In A Bottle） | B. Meshel （片桐和子） | B. Meshel    | ザ・バロン |
| 東芝 EP-1261 '70年11月5日    | ザ・バロン       | B  | コンドルは飛んで行く                             | D. A. Robles           | D. A. Robles | ザ・バロン |